# حسن بشير نصر
حسن بشير نصر عسكرى سوداني هو من قام بإنشاء سلاح الجو السوداني.

## ميلاده
ولد ب حلفاية الملوك و تلقى تعليمه الابتدائى بمدرسة حلفاية الملوك الابتدائية وكان من زملائه في المدرسة الطيب الهندى، البشير نجم الدين و عبد الرحيم محمد الحسن. وتلقى تعليمه الأوسط ب ودمدنى و الثانوى ب كلية غردون التذكارية ب الخرطوم.

## دخوله الكلية الحربية
التحق حسن البشير نصر بالكلية الحربية وتخرج فيها في عام 1938م برتبة الملازم ثاني وكان من دفعته طلعت فريد، أحمد عبد الوهاب، وأحمد رضا فريد ومحمد نمر نصر و احمد مجذوب البحاري.

## حياته العملية
كان من ضمن الكتيبة التي حررت كرن من قبضة الإيطاليين في الحرب العالمية الثانية وقد رقى ترقية إستثنائية قبل رفضه لشجاعته وبطولته واقدامة.
تنقل خلال خدمته العسكرية بين القيادة الجنوبية والهجانة وحامية الخرطوم ورئاسة القوات المسلحة..
في بدايات الحكم الوطني عمل حسن بشير سكرتيراً للسيد خلف الله خالد أول وزير دفاع في الحكم الوطني. 
ثم كان نائباً للقائد العام وتولى منصب وزير الدفاع في حكومة  الفريق عبود كما تولى وزارة شئون الرئاسة في ذلك العهد.

## انجازاته في حلفاية الملوك
كان لللواء حسن بشير دور بارز في اعدة تخطيط مدينة حلفاية الملوك والعديد من الخدمات الاجتماعية  حيث تحمل المدرسة المتوسط للبنات اسمه. كما عهده ادخلت الكهرباء إلى الحلفايا في الستينات و كذلك تم تشيد شارع الشهيد طيار الكدرو ( شارع المعونة ) و أقتطعت أراضي الحلفاية المتاخمة للإزيرقاب لتشييد اللاسلكي الضخم و الذي ازيل اليوم و اقيم عليه كبرى الحلفاية.

## وصلات خارجية
- حسن بشير نصر موقع وزارة الدفاع السودانية  نسخة محفوظة 9 أغسطس 2017 على موقع واي باك مشين.
- مواقف طريفة في حياة اللواء طلعت فريد سودانيزاونلاين
- حسن بشير نصر وزير الحرب النازي الذي أراد أن يبيد أهل الجنوب...
- حسن بشير نصر .. مجدد الجيش السوداني